# Мисс США 2001
Мисс США 2001 (англ. Miss USA 2001) — юбилейный 50-й конкурс красоты Мисс США, проведён в «Genesis Convention Center», Гэри, штат Индиана 2 марта 2001 года. Победительницей стала Кэндес Крюгер представительница штата Техас.
Конкурс красоты впервые проводился в городе Гэри, штат Индиана в «Genesis Convention Center». Впервые за два года проводился в начале марта.
Ведущим вечера стал Уильям Шетнер, комментарии Томми Дэвидсон, Ванесса Миннилло и Лара Датта. Зрителей развлекали — Лара Фабиан, Эван и Джарон и Братья Уоррен.

## Результаты

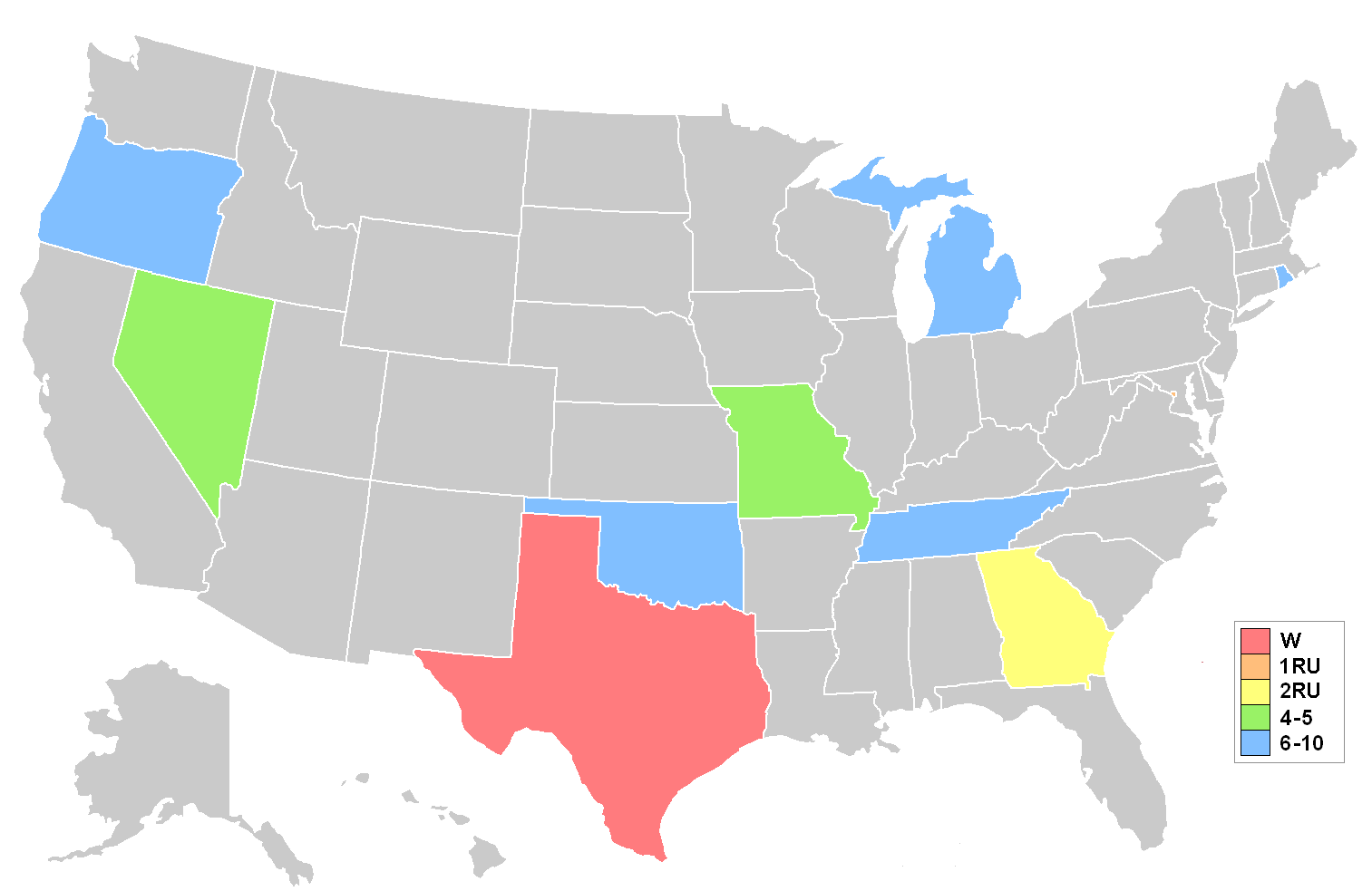
Карта США, показывающая штаты-участницы финала «Мисс США 2001»

| Финальный результат | Конкурсантка |
| ------------------- | --- |
| Мисс США 2001       | - Техас — Кэндес Крюгер |
| 1-я Вице Мисс       | - Вашингтон (округ Колумбия) — Лиана Ангус                                                                                           |
| 2-я Вице Мисс       | - Джорджия — Тиффани Фэллон |
| Топ 5               | - Миссури — Лариса Мик - Невада — Джина Джиачинто                                                                                    |
| Топ 10              | - Мичиган — Кения Белл - Оклахома — Кортни Филлипс - Орегон — Эндия Абранте - Род-Айленд — Янаиза Альварес - Теннесси — Лиза Толлетт |

### Специальные награды
| Награда                               | Участницы                            |
| ------------------------------------- | ------------------------------------ |
| Мисс Конгениальность                  | - Северная Каролина – Моника Палумбо |
| Мисс Фотогеничность                   | - Колорадо – Кэти Доланд             |
| Clairol Natural Instincts Style Award | - Мэриленд – Меган Гунинг            |
| Мисс Фотогеничность                   | - Миссури – Лариса Мик               |

## Полуфинальные очки
| \| Штат \| Купальный костюм \| Вечерний костюм \| Средний балл \| Финалистки \| \| -------------------------- \| ---------------- \| --------------- \| ------------ \| ---------- \| \| Джорджия \| 9.10 \| 9.33 \| 9.21 \| 9.45 \| \| Техас \| 9.38 \| 9.29 \| 9.33 \| 9.37 \| \| Вашингтон (округ Колумбия) \| 9.07 \| 9.21 \| 9.14 \| 9.32 \| \| Невада \| 9.26 \| 9.30 \| 9.28 \| 9.16 \| \| Миссури \| 9.45 \| 9.39 \| 9.42 \| 8.02 \| \| Теннесси \| 9.21 \| 9.04 \| 9.12 \| \| \| Мичиган \| 8.98 \| 9.10 \| 9.04 \| \| \| Оклахома \| 8.93 \| 9.08 \| 9.00 \| \| \| Род-Айленд \| 8.93 \| 8.92 \| 8.92 \| \| \| Орегон \| 8.89 \| 8.49 \| 8.69 \| \| | Победительница Первая Вице-мисс Вторая Вице-мисс Финалистки |                 |              |            |
| Штат | Купальный костюм                                            | Вечерний костюм | Средний балл | Финалистки |
| Джорджия | 9.10                                                        | 9.33            | 9.21         | 9.45       |
| Техас | 9.38                                                        | 9.29            | 9.33         | 9.37       |
| Вашингтон (округ Колумбия) | 9.07                                                        | 9.21            | 9.14         | 9.32       |
| Невада | 9.26                                                        | 9.30            | 9.28         | 9.16       |
| Миссури | 9.45                                                        | 9.39            | 9.42         | 8.02       |
| Теннесси | 9.21                                                        | 9.04            | 9.12         |            |
| Мичиган | 8.98                                                        | 9.10            | 9.04         |            |
| Оклахома | 8.93                                                        | 9.08            | 9.00         |            |
| Род-Айленд | 8.93                                                        | 8.92            | 8.92         |            |
| Орегон | 8.89                                                        | 8.49            | 8.69         |            |

## Штаты-участницы
| - Алабама – Лаура Хоффман - Аляска – Иветт Фернандес - Аризона – Таша Диксон - Арканзас – Джесси Дэвис - Калифорния – Дженнифер Гловер - Колорадо – Кэти Доланд - Коннектикут – Эми Вандероф - Делавэр – Стейси Смит - Вашингтон (округ Колумбия) – Лиана Ангус - Флорида – Джули Дональдсон - Джорджия – Тиффани Фэллон - Гавайи – Кристи Леонард - Айдахо – Элизабет Бархас - Иллинойс – Ребекка Амбрози - Индиана – Сара МакКлари - Айова – Кларисса Круз - Канзас – Кристи Нокс - Кентукки – Джо Причард - Луизиана – Хизер Хейден - Мэн – Мелисса Бард - Мэриленд – Меган Ганнинг - Массачусетс – Дана Пауэлл - Мичиган – Кения Говард - Миннесота – Энн Клаузен - Миссисипи – Мелани Вон - Миссури – Лариса Мик | - Монтана – Кас Харди - Небраска – Суджоинг Дрейкфорд - Невада – Джина Джачинто - Нью-Гэмпшир – Мелисса Роббинс - Нью-Джерси – Жанетт Жозуэ - Нью-Мексико – Дженнифер Адамс - Нью-Йорк – Лиза Павлакис - Северная Каролина – Моника Палумбо - Северная Дакота – Мишель Гатмиллер - Огайо – Аманда Канари - Оклахома – Кортни Филлипс - Орегон – Эндиа Ли Абранте - Пенсильвания – Дженнифер Уоткинс - Род-Айленд – Янаиза Альварес - Южная Каролина – Кэндис Ричардс - Южная Дакота – Бет Ловро - Теннесси – Лиза Толлетт - Техас – Кэндес Крюгер - Юта – Тиффани Симэн - Вермонт – Кэти Джонсон - Виргиния – Кристель Дженкинс - Вашингтон – Бре Сакас - Западная Виргиния – Карен Лонг - Висконсин – Кари Джо Додж - Вайоминг – Хизер Джекелен |

## Участие в других конкурсах
Участиницы «Юная мисс США»:
- Сара МакКлари (Индиана) — Юная мисс Индиана 1995
- Кристель Дженкинс (Виргиния) — Юная мисс Виргиния 1995
- Лариса Мик (Миссури) — Юная мисс Миссури 1997
- Элизабет Бархас (Айдахо) — Юная мисс Айдахо 1998

Участиницы «Мисс Америка»:
- Джина Джачинто (Невада) — Мисс Невада 1999 (Награда за предварительный купальник)
- Кэти Джонсон (Вермонт) — Мисс Вермонт 1999
- Дженнифер Гловер (Калифорния) — Мисс Калифорния 2002
- Элизабет Бархас (Айдахо) — Мисс Айдахо 2004 (Нефиналистское интервью)
- Хизер Джекелен (Вайоминг) — Мисс Вайоминг 2005

## Судьи
- Дэниел Болдуин
- Карен Даффи[англ.]
- Дорис Робертс
- Марта Стюарт
- Дрю Пински[англ.]

## Сноски
1. ↑  Вышла замуж за игрока NBA — Чарли Белл[англ.]. C.f. Weir, Tom (3 мая 2011). Ex-Beauty Queen Accused of Assault on Warriors Guard. USA Today. Архивировано 8 января 2012. Дата обращения: 19 октября 2014.